# Łukaszewo (Płonkowo)
Łukaszewo – część wsi Płonkowo, wieś do roku 1981, w Polsce, w województwie kujawsko-pomorskim, w powiecie inowrocławskim, w gminie Rojewo (poczta gmina Gniewkowo).
W latach 1975–1981 miejscowość należała administracyjnie do województwa bydgoskiego.
Łukaszewo obecnie należy do wsi Płonkowo. Z dawnej świetności pozostały tylko cztery gospodarstwa rolne.